# Klement IV.
Klement IV. (*oko 1200. u Saint-Gillesu; † 29. studenog 1268. u Viterbu) bio je Papa od 5. veljače 1265. do svoje smrti.

## Klerička karijera
Guido Foucois, Fulcodi ili Guido le Gros rođen je 1200. godine u Saint Gillesu na Rhoni. 1257. postao je biskup od Le Puya, 1259. nadbiskup Narbonne te 1261. Kardinalbiskup od Sabine. Prije njegovog pontifikata, Klement je u Parizu studirao i bio oženjen. Nakon ženine smrti, zaređuje se. Bio je savjetnik na dvoru grofa od Toulousea i u savjetnom vijeću Ludviga Svetog. Kao kardinal i papin legat (poslanik) uzaludno je pokušavao putovati u Englesku. Bio je zaljubljen u mistiku o čemu svjedoče njegovi stihovi u  Sedam radosti Marije. Napisao je i „consultationes“ koji govori o praksi inkvizicije.
Četiri mjeseca poslije smrti Urbana IV. je 5. veljače u Perugiji izabran za njegovog nasljednika.

## Pontifikat
Prethodne pape su se zbog borbi u plemstvu najčešće nalazile van Rima, a Klement IV. nikad kao Papa nije došao u Rim. Na dvoru Pape je u to vrijeme živio Toma Akvinski.
1265., Klement uspostavlja Konstitution Parvus Fons koja utemeljuje i osnažuje glavne pojmove reda Cistercita dok Konstitution Licet ecclesiarum osnažava vlast Pape prema Crkvi.
Kao i njegovi prethodnici, Klement IV. blisko je surađivao s Francuskom protiv Svetog Rimskog Carstva. Za vrijeme njegovog pontifikata ubijen je posljednji Staufer, Konradin od Hohenstaufena. 

## Smrt
Njegova smrt samo jedan mjesec poslije Konradinovog pogubljenja u to je vrijeme viđena kao Božja presuda. Poslije njegove smrti Papin tron ostaje prazan do 1271. jer se kardinali ne mogu složiti oko izbora novog Pape.

## Vanjske poveznice
- pisma Pape s uvodom (njem.)
- Kardinali rimske crkve  Arhivirana inačica izvorne stranice od 3. srpnja 2009. (Wayback Machine) (engl.)

| Prethodnik Urban IV. | Papa | Nasljednik Grgur X. |